# Theo Keating
Theo Keating (* Dezember 1971 in Großbritannien), besser bekannt unter seinen Aliassen Fake Blood und  DJ Touché, ist ein britischer Musiker, DJ und Produzent. Als erfolgreicher Underground-Electro-Produzent brachte er wesentliche Einflüsse in die Big-Beat-Szene ein.
Zusammen mit Paul Eve alias DJ Regal gründete er 1994 die britischen Band The Wiseguys. Nach der Trennung im Jahr 2001 veröffentlichte er als Solokünstler DJ Touché u. a. das Album Ultraviolet (2002) und die Single The Paddle / The Girl’s a Freak (2004), die in den englischen Musikcharts landete. Im Jahr 2006 gründete er mit Simon Lord die Gruppe The Black Ghosts.
Unter dem Alias Fake Blood produziert er seit 2007 House-Remixe und eigene Produktionen. Zunächst war unbekannt, wer Fake Blood war. Keating bestätigte nicht offiziell, dass er Fake Blood war, bis er im September 2008 bei der Parklife-Tour in Australien auflegte. Als Fake Blood veröffentlichte er erfolgreiche Produktionen wie Mars oder I Think I Like It.